# Strandjevo, Kărdjali
Strandjevo (în bulgară Странджево) este un sat în comuna Krumovgrad, regiunea Kărdjali,  Bulgaria. 

## Demografie
Componența etnică a satului Strandjevo
     Turci (94,37%)
     Bulgari (3,06%)
     Nicio identificare (2,55%)
     Altele (0%)
La recensământul din 2011, populația satului Strandjevo era de 587 locuitori. Din punct de vedere etnic, majoritatea locuitorilor (94,37%) erau turci, cu o minoritate de bulgari (3,06%). Pentru 2,55% din locuitori nu este cunoscută apartenența etnică.